# Paolo Innocenzi
Paolo Innocenzi (...) è uno scenografo italiano.
Laureato in Architettura, ha lavorato, tra gli altri, con i registi Michele Massimo Tarantini e Sergio Martino.

## Filmografia

### Scenografo
- L'insegnante (1975), (assistente scenografo)
- La polizia accusa: il Servizio Segreto uccide (1975), (assistente designatore set)
- Morte sospetta di una minorenne (1975), (scenografo e assistente direttore artistico)
- La poliziotta fa carriera (1976), (assistente direttore artistico)
- La professoressa di scienze naturali (1976), (assistant set designer)
- Classe mista (1976), (assistant set designer)
- L'insegnante va in collegio (1978), (assistente direttore artistico)
- L'insegnante viene a casa (1978), (assistente scenografo)
- La soldatessa alle grandi manovre (1978), (assistente scenografo)
- L'infermiera di notte (1979), (assistente direttore artistico)
- Le volpi della notte (1986) (Tv), (assistente scenografo)
- Un delitto poco comune (1988), (scenografo)
- L'alba (1990), (assistente scenografo)
- Giorni felici a Clichy (1990), (assistente direttore artistico)
- Barocco (1991), (scenografo)
- Oasi (1994), (architetto-scenografo e arredatore)
- Cuore cattivo (1995), (arredatore)
- Palermo Milano solo andata (1995), (scenografo e arredatore)
- La lupa (1996), (architetto-scenografo, arredatore e scenografie set)
- Volare! (1999), (scenografo)
- La vita, per un'altra volta (1999), (scenografo)
- Terra bruciata (1999), (scenografo)
- Se lo fai sono guai (2001), (scenografo e arredatore)
- Il diario di Matilde Manzoni (2002), (scenografo)
- Senza freni (2003), (scenografo)
- La fisica dell'acqua (2009), (architetto-scenografo)
- La bella società (2010), (scenografo)
- Interno giorno (2011), (scenografo)
- Permette? Alberto Sordi, regia di Luca Manfredi - film TV (2020)
- Com'è umano lui!, regia di Luca Manfredi – film TV (2024)